# 12-й армійський корпус (Третій Рейх)
XII-й (12-й) армі́йський ко́рпус (нім. XII. Armeekorps) — армійський корпус Вермахту за часів Другої світової війни.

## Історія
XII-й армійський корпус був сформований 1 жовтня 1936 у 12-му військовому окрузі (нім. Wehrkreis XII) в Вісбадені.

## Райони бойових дій
- Німеччина (жовтень 1936 — вересень 1940);
- Генеральна губернія (вересень 1940 — червень 1941);
- СРСР (центральний напрямок) (червень 1941 — липень 1944);
- Німеччина (березень — травень 1945).

## Командування

### Командири
1-ше формування
- генерал від інфантерії Вальтер Шрот (нім. Walter Schroth) (4 лютого 1938 — 9 квітня 1940);
- генерал від інфантерії Готтард Гейнріці (нім. Gotthard Heinrici) (9 квітня — 17 червня 1940);
- генерал від інфантерії Вальтер Шрот (17 червня 1940 — 19 лютого 1942);
- генерал від інфантерії Вальтер Гресснер (нім. Walther Gräßner) (19 лютого 1942 — 18 лютого 1943);
- генерал від інфантерії Курт фон Тіппельскірх (нім. Kurt von Tippelskirch) (18 лютого — вересень 1943);
- генерал-лейтенант Едгар Реріхт (нім. Edgar Röhricht) (вересень 1943), ТВО;
- генерал від інфантерії Курт фон Тіппельскірх (вересень 1943 — 4 червня 1944);
- генерал-лейтенант Вінценц Мюллер (нім. Vinzenz Müller) (4 червня — липень 1944);

2-ге формування
- генерал артилерії Герберт Остеркамп (нім. Herbert Osterkamp) (28 березня — 8 травня 1945).

## Бойовий склад 12-го армійського корпусу
Формування управління, забезпечення та підтримки
- 108-ме артилерійське командування (Arko 108), з червня 1941 - Arko 112, Arko 27, Arko 148,
- 412-те управління корпусного постачання (Korps-Nachschubtruppen 412);
- 52-й корпусний батальйон зв'язку (Korps-Nachrichten-Abteilung 52);
- 412-й батальйон «Ост» (Ost Bataillon 412)

- 15-та піхотна дивізія (15. Infanterie-Division);
- 34-та піхотна дивізія (34. Infanterie-Division);
- 52-га піхотна дивізія (52. Infanterie-Division);
- 79-та піхотна дивізія (79. Infanterie-Division).

- 75-та піхотна дивізія (75. Infanterie-Division);
- 268-ма піхотна дивізія (268. Infanterie-Division).

- 23-тя піхотна дивізія (23. Infanterie-Division);
- 31-ша піхотна дивізія (31. Infanterie-Division);
- 50-та піхотна дивізія (50. Infanterie-Division).

- 23-тя піхотна дивізія;
- 31-ша піхотна дивізія.

- 31-ша піхотна дивізія;
- 34-та піхотна дивізія;
- 45-та піхотна дивізія (45. Infanterie-Division).

- 31-ша піхотна дивізія;
- 34-та піхотна дивізія;
- 29-та моторизована дивізія (29. Infanterie-Division (mot.).

- 31-ша піхотна дивізія;
- 34-та піхотна дивізія.

- 31-ша піхотна дивізія;
- 112-та піхотна дивізія (112. Infanterie-Division).

- 31-ша піхотна дивізія;
- 112-та піхотна дивізія;
- 167-ма піхотна дивізія (167. Infanterie-Division).

- 1-ша піхотна дивізія (1. Infanterie-Division);
- 31-ша піхотна дивізія;
- 34-та піхотна дивізія;
- 52-га піхотна дивізія;
- 167-ма піхотна дивізія;
- 258-ма піхотна дивізія (258. Infanterie-Division).

- 34-та піхотна дивізія;
- 98-ма піхотна дивізія (98. Infanterie-Division).

- 15-та піхотна дивізія;
- 34-та піхотна дивізія;
- 98-ма піхотна дивізія.

- 17-та піхотна дивізія (17. Infanterie-Division);
- 263-тя піхотна дивізія (263. Infanterie-Division).

- 98-ма піхотна дивізія;
- 260-та піхотна дивізія (260. Infanterie-Division);
- 263-тя піхотна дивізія;
- 268-ма піхотна дивізія.

- 15-та піхотна дивізія;
- 34-та піхотна дивізія;
- 98-ма піхотна дивізія.

- 260-та піхотна дивізія;
- 268-ма піхотна дивізія.

- 260-та піхотна дивізія;
- 268-ма піхотна дивізія.

- 31-ша піхотна дивізія;
- 183-тя піхотна дивізія (183. Infanterie-Division);
- 260-та піхотна дивізія;
- 268-ма піхотна дивізія.

- 260-та піхотна дивізія;
- 267-ма піхотна дивізія (267. Infanterie-Division);
- 268-ма піхотна дивізія.

- 5-та танкова дивізія (5. Panzer-Division);
- 20-та танкова дивізія (20. Panzer-Division);
- 20-та панцергренадерська дивізія (20. Panzergrenadier-Division);
- 56-та піхотна дивізія (56. Infanterie-Division);
- 131-ша піхотна дивізія (131. Infanterie-Division);
- 260-та піхотна дивізія;
- 262-га піхотна дивізія (262. Infanterie-Division);
- 267-ма піхотна дивізія;
- Частини:
  - 2-ї танкової дивізії (2. Panzer-Division);
  - 26-ї піхотної дивізії (26. Infanterie-Division);
  - 36-ї піхотної дивізії (36. Infanterie-Division);

- 35-та піхотна дивізія (35. Infanterie-Division);
- 131-ша піхотна дивізія;
- 342-га піхотна дивізія (342. Infanterie-Division);
- Корпусна загін «D» (Korps-Abteilung D).

- 18-та піхотна дивізія (18. Infanterie-Division);
- 260-та піхотна дивізія;
- 267-ма піхотна дивізія.